# Лукинское сельское поселение (Тверская область)
Лукинское сельское поселение (карел. Lukinan kyläkunda) — упразднённое муниципальное образование в составе Сандовского района Тверской области, существовавшее в 2005 — 2020 годах.
Административный центр — село Лукино.

## География
- Находится в северо-западной части Сандовского района.
  - Граничит:
    - на севере — с Новгородской областью, Пестовский район
    - на северо-востоке — с Вологодской областью, Устюженский район
    - на востоке — с Соболинским СП
    - на юге — с Большемалинским СП
    - на западе — с Лесным районом, Медведковское СП и Бохтовское СП

По западной границе - река Молога.

## История
В XII-XVII вв. территория поселения относилась к Бежецкой пятине Новгородской земли.
С XVIII века территория поселения входила:
- в 1708—1727 гг. в Санкт-Петербургскую (Ингерманляндскую 1708—1710 гг.) губернию, Новгородскую провинцию,
- в 1727—1775 гг. в Новгородскую губернию,
- в 1775—1796 гг. в Тверское наместничество,
- в 1796—1803 гг. в Тверскую губернию,
- в 1803—1929 гг. в Тверскую губернию, Весьегонский уезд,
- в 1929—1935 гг. в Московскую область, Сандовский район,
- в 1935—1963 гг. в Калининскую область, Сандовский район,
- в 1963—1965 гг. в Калининскую область, Весьегонский район,
- в 1965—1990 гг. в Калининскую область, Сандовский район,
- с 1990 в Тверскую область, Сандовский район.

В XIX — начале XX века большинство деревень поселения относились к Лукиннской волости Весьегонского уезда.
Лукинское сельское поселение было образовано в 2005 году, включило в себя территории Лукинского и Ладожского сельских округов.
В мае 2020 года Законом Тверской области от 23.04.2020 № 21-ЗО Лукинское сельское поселение было упразднено, населённые пункты вошли в состав Сандовского муниципального округа.

## Население
| 2010 | 2011 | 2012 | 2013 | 2014 | 2015 | 2016 |
| ---- | ---- | ---- | ---- | ---- | ---- | ---- |
| 774  | ↘763 | ↘706 | ↘672 | ↘632 | ↘601 | ↘583 |
| 2017 | 2018 | 2019 | 2020 |      |      |      |
| ↘572 | ↘554 | ↘529 | ↘504 |      |      |      |

По переписи 2002 года — 1280 человек (765 в Лукинском и 515 в Ладожском сельском округе), на 01.01.2008 — 1026 человек.
Национальный состав: русские и тверские карелы.

## Населенные пункты
В состав Лукинского сельского поселения включено 45 населённых пунктов:

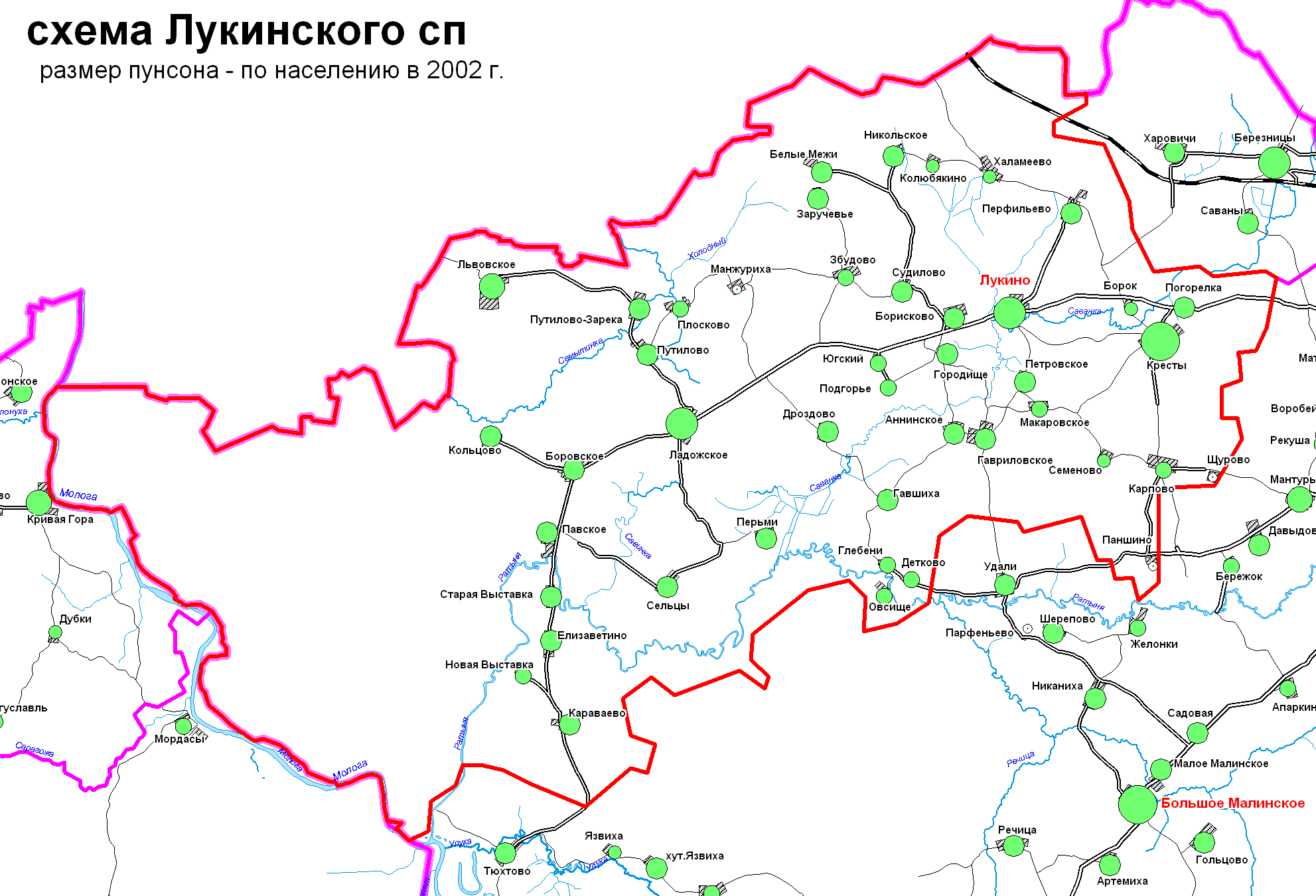
Схема Лукинского сп

| №  | Тип нп | Название        | Население (2008 год) |
| -- | ------ | --------------- | -------------------- |
| 1  | село   | Лукино          | 202                  |
| 2  | дер.   | Аннинское       | 23                   |
| 3  | дер.   | Борисково       | 18                   |
| 4  | дер.   | Белые Межи      | 20                   |
| 5  | дер.   | Борок           | 2                    |
| 6  | дер.   | Гавриловское    | 27                   |
| 7  | дер.   | Гавшиха         | 5                    |
| 8  | дер.   | Глебени         | 3                    |
| 9  | дер.   | Городище        | 10                   |
| 10 | дер.   | Детково         | 3                    |
| 11 | дер.   | Дроздово        | 9                    |
| 12 | дер.   | Збудово         | 1                    |
| 13 | дер.   | Заручевье       | 12                   |
| 14 | дер.   | Колюбякино      | 0                    |
| 15 | дер.   | Кресты          | 201                  |
| 16 | дер.   | Карпово         | 2                    |
| 17 | дер.   | Макаровское     | 7                    |
| 18 | дер.   | Никольское      | 9                    |
| 19 | дер.   | Овсище          | 1                    |
| 20 | дер.   | Петровское      | 11                   |
| 21 | дер.   | Подгорье        | 2                    |
| 22 | дер.   | Перфильево      | 37                   |
| 23 | дер.   | Паншино         | 2                    |
| 24 | дер.   | Погорелка       | 10                   |
| 25 | дер.   | Судилово        | 18                   |
| 26 | дер.   | Семёново        | 0                    |
| 27 | дер.   | Халамеево       | 2                    |
| 28 | дер.   | Щурово          | 0                    |
| 29 | хутор  | Югский          | 4                    |
| 30 | дер.   | Ладожское       | 202                  |
| 31 | дер.   | Боровское       | 10                   |
| 32 | дер.   | Елизаветино     | 12                   |
| 33 | дер.   | Караваево       | 9                    |
| 34 | дер.   | Кольцово        | 15                   |
| 35 | дер.   | Львовское       | 29                   |
| 36 | дер.   | Манжуриха       | 0                    |
| 37 | дер.   | Новая Выставка  | 9                    |
| 38 | дер.   | Плосково        | 6                    |
| 39 | дер.   | Путилово-Зарека | 8                    |
| 40 | дер.   | Путилово        | 13                   |
| 41 | дер.   | Перьми          | 21                   |
| 42 | дер.   | Павское         | 12                   |
| 43 | дер.   | Сельцы          | 27                   |
| 44 | дер.   | Старая Выставка | 12                   |
| 45 | дер.   | Заречье         | 0                    |

### Бывшие населенные пункты
- Бобылино
- Горка
- Загорье
- Матвейково
- Машонкино
- Михалево
- Поддубки
- Ратыня
- Терпигоры

## Известные люди
В ныне не существующей деревне Бобылино родился Герой Советского Союза Василий Александрович Ершов.

 В деревне Паншино родился Герой Советского Союза Павел Васильевич Рудаков.